# Vareler Hafen
Der Vareler Hafen ist ein Dockhafen und beliebter Ausflugsort im friesischen Varel.

## Lage
Der Vareler Hafen liegt am südlichen Jadebusen. Das Fahrwasser führt von der Deutschen Bucht über die Innenjade und durch den Nationalpark Niedersächsisches Wattenmeer zum Vareler Tief. Dieser Priel ist mit Pricken bezeichnet und kann nur bei entsprechendem Wasserstand befahren werden.

## Geschichte
Die erste Hafenanlage in Varel entstand 1681 mit dem Bau der Christiansburg, die aber wegen des Schlicks nie zur Geltung kam und 1694 aufgegeben werden musste. Im Jahr 1733 wurde dann ein neues Siel gebaut, das vor dem Deich auch eine Anlegestelle für Schiffe hatte. Varel war in den 1840er Jahren wichtigster Seehafen im Oldenburger Land. Mit der Gründung der Jade-Dampfschiffahrts-Gesellschaft wurde 1856 eine wöchentliche Linienschifffahrt nach London eingerichtet. Am 1. April 1877 ging der Leuchtturm Vareler Siel in Betrieb. Er wurde 1910 durch den Leuchtturm Arngast ersetzt und diente bis 1913 noch als Nebenfeuer. Von 1893 bis 1992 betrieben die Vareler Nebenbahnen eine Hafenbahn für den Güterverkehr.
Auf mehreren Informationstafeln kann man die Geschichte des Vareler Hafens und einzelner Gebäude nachlesen. Ferner sind zwei alte Hafenkrane erhalten geblieben.

## Gegenwart
Heute ist der Vareler Hafen Heimathafen vieler Sportboote, einiger Krabbenkutter und der Etta von Dangast. Er ist darüber hinaus Standort für eine Bootswerft, ein Flugzeugbauunternehmen, kleinere Gewerbebetriebe, ein Museum und eine vielfältige Gastronomie, unter anderem mit einem Brauhaus und der kleinsten Kneipe Deutschlands „Up'n Prüfstand“. Zu den Sehenswürdigkeiten gehören auch zwei Kunstwerke: Die Skulptur „Eismann/-frau“ von Eckart Grenzer als Teil des Skulpturenpfads Kunst am Deich und der „Future Fish“ als Mahnmal gegen den Plastikmüll in den Ozeanen.
Eine Besonderheit des Vareler Hafens ist das Absenken des Hafenwasserstands bei drohender Eisbildung, ein künstliches Trockenfallen von Wasserfahrzeugen.

## Schleusen
Die erste Schleuse wurde 1846 als Sielschleuse errichtet. Sie ermöglichte die Einfahrt in den Hafen hinter dem Deich bei gleichem Wasserstand zu den Gezeiten. Die Anlage wurde 1977 durch zwei Neubauten ersetzt: Ein Schöpfwerk und eine Dockschleuse, die 1984 nach dem langjährigen Vareler Bürgermeister Wilhelm Kammann benannt wurde. Die Öffnungszeiten der Schleuse richten sich nach dem Tidenkalender.

## Galerie

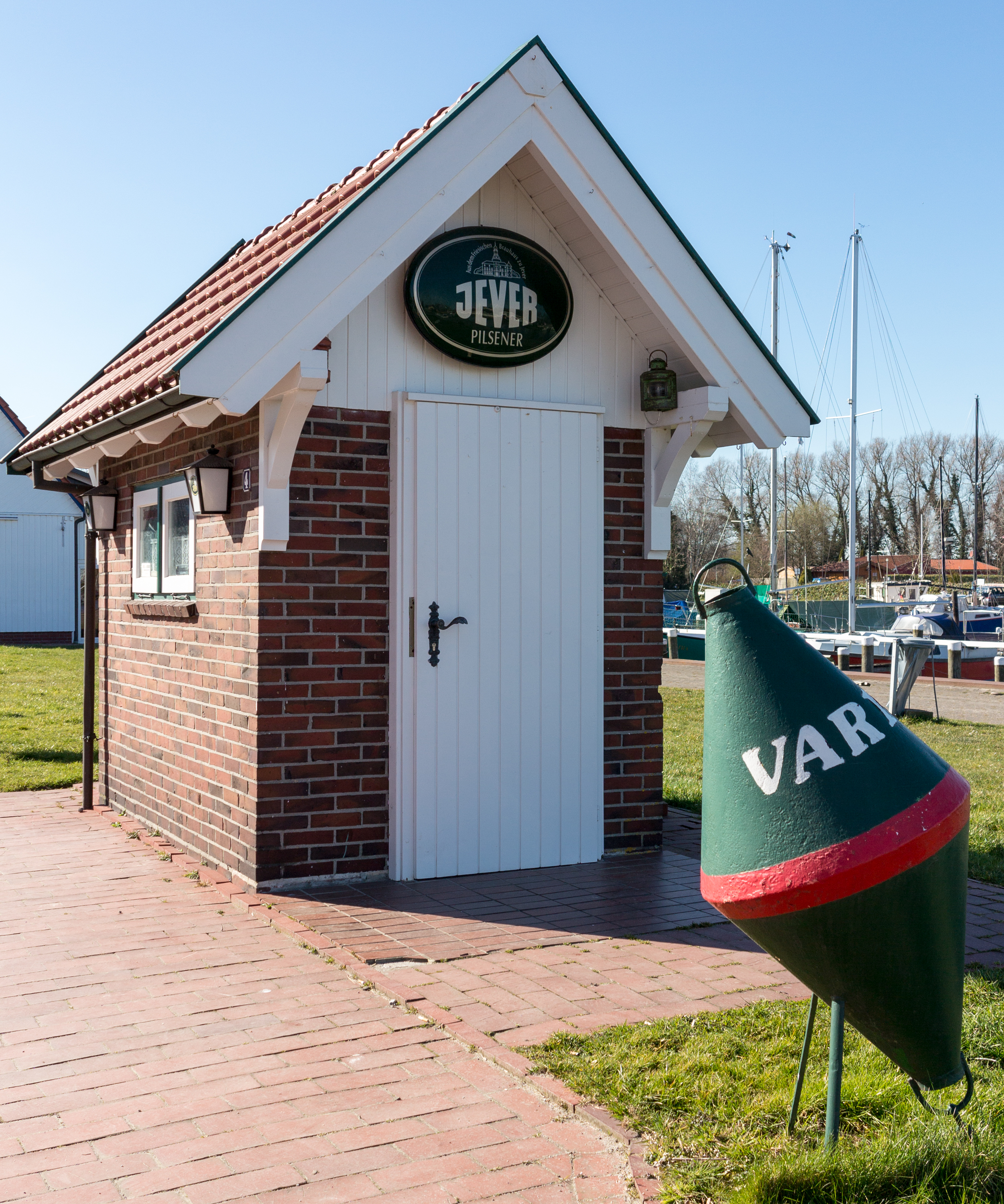
„Up ’n Prüfstand“
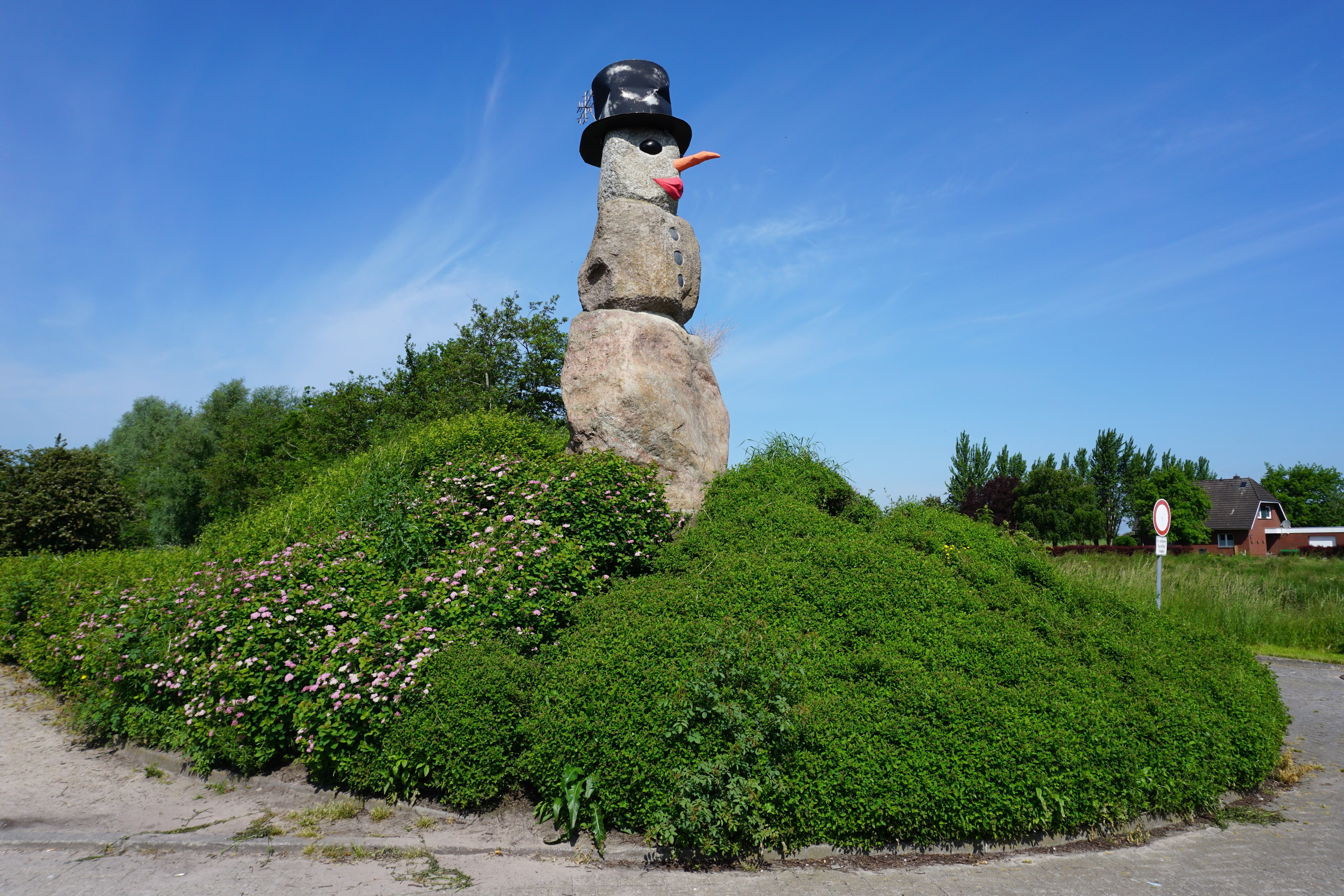
„Eismann/-frau“
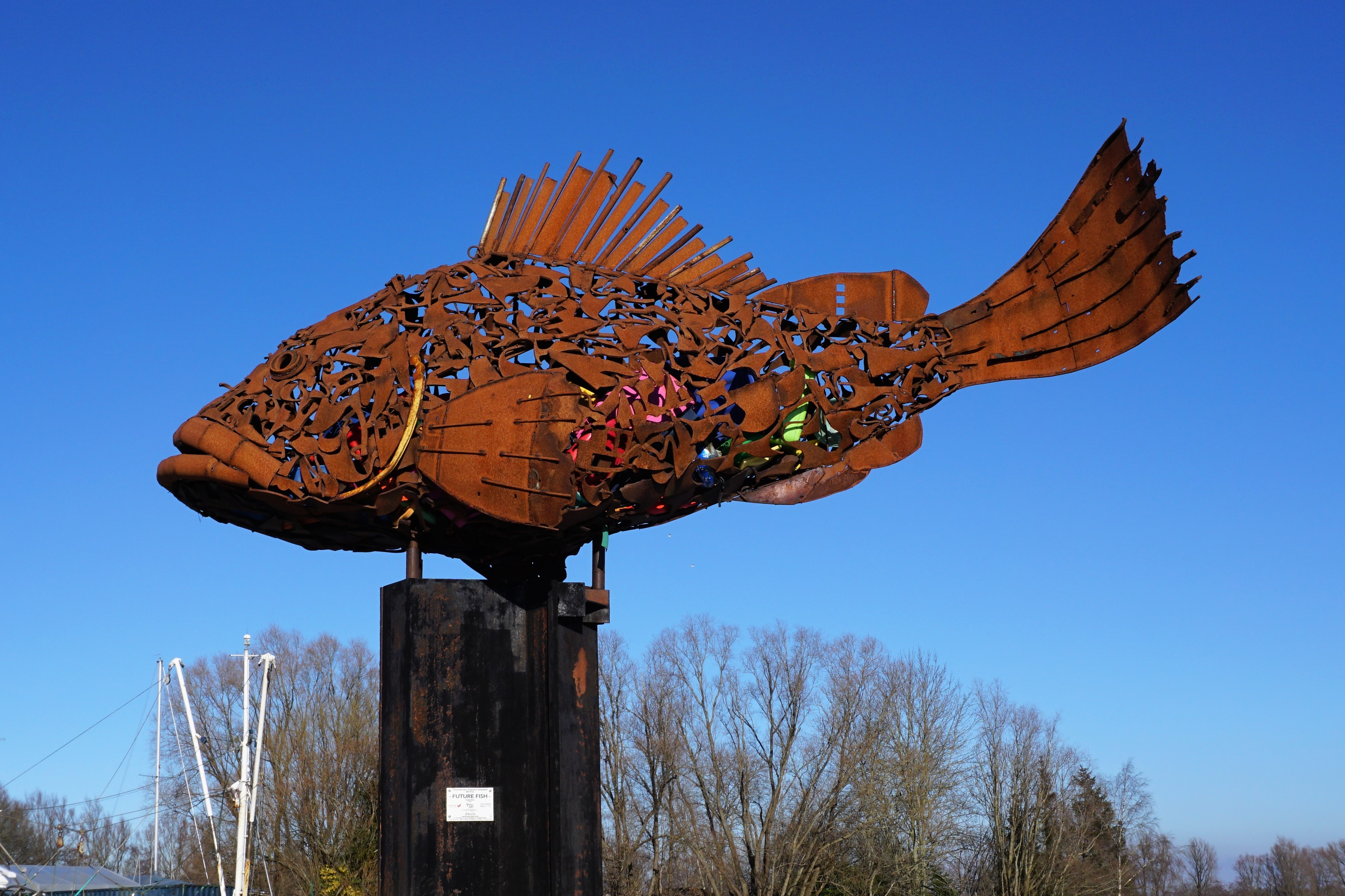
„Future Fish“
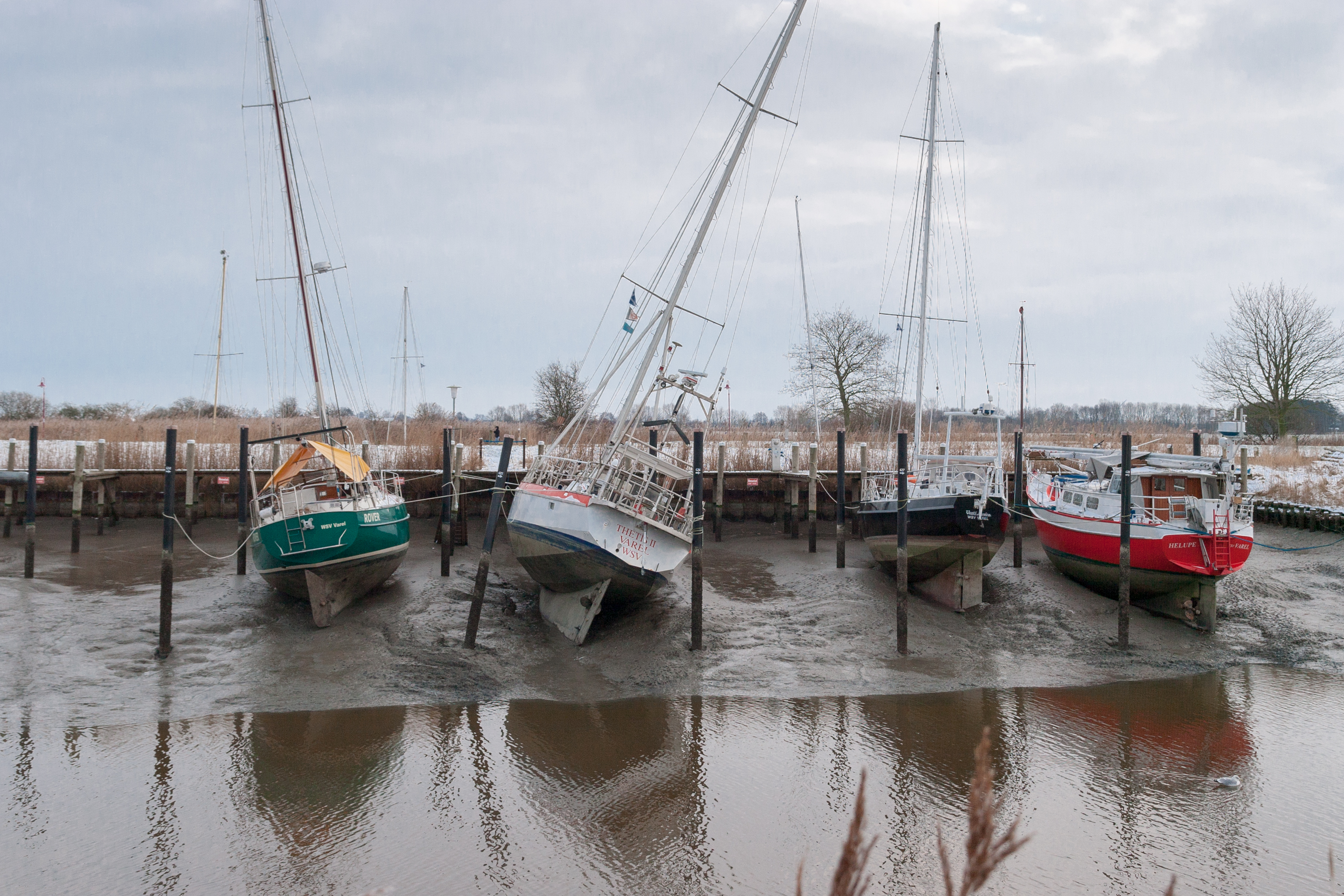
Boote bei abgesenktem Wasserstand
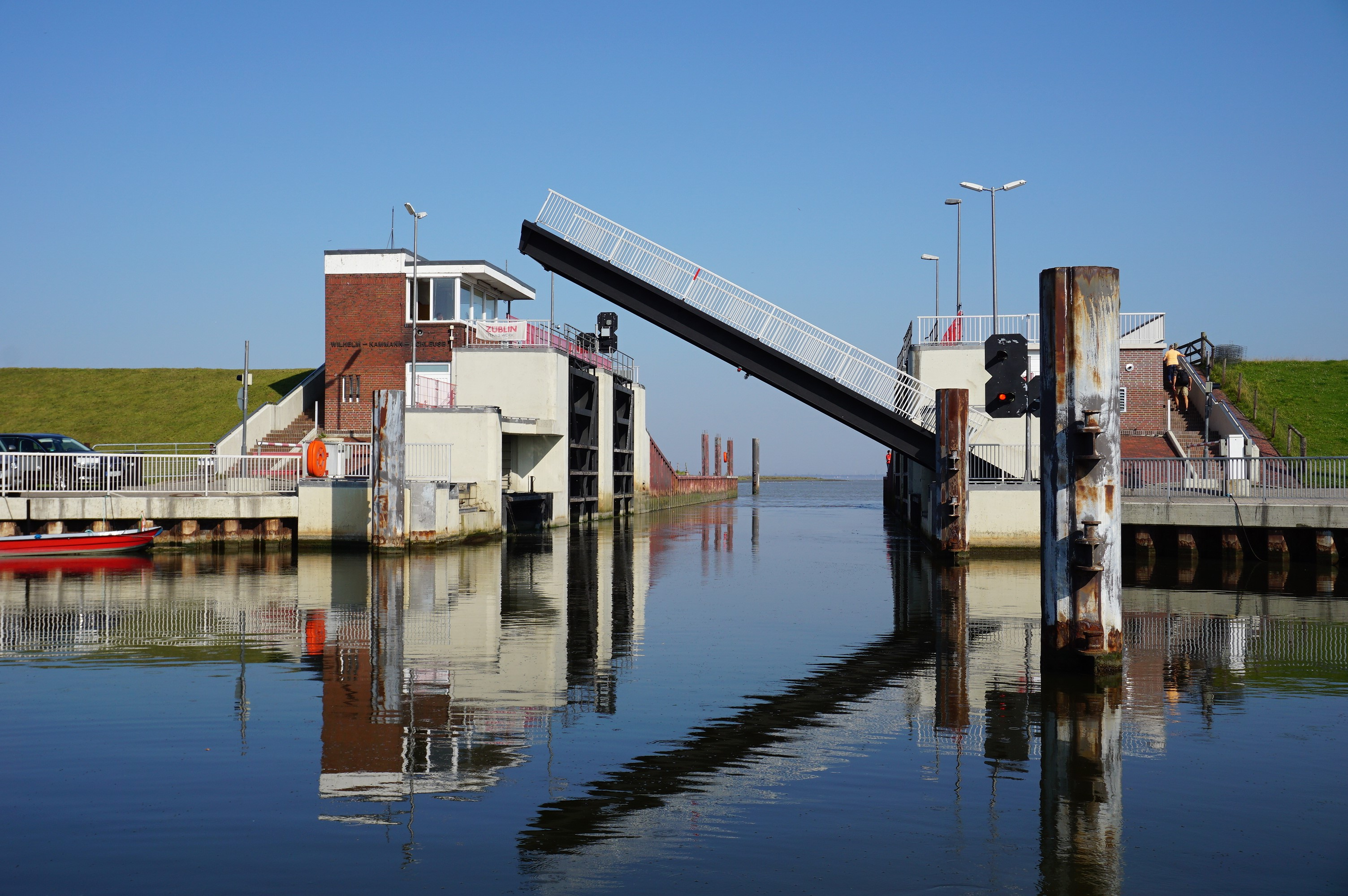
Wilhelm-Kammann-Schleuse
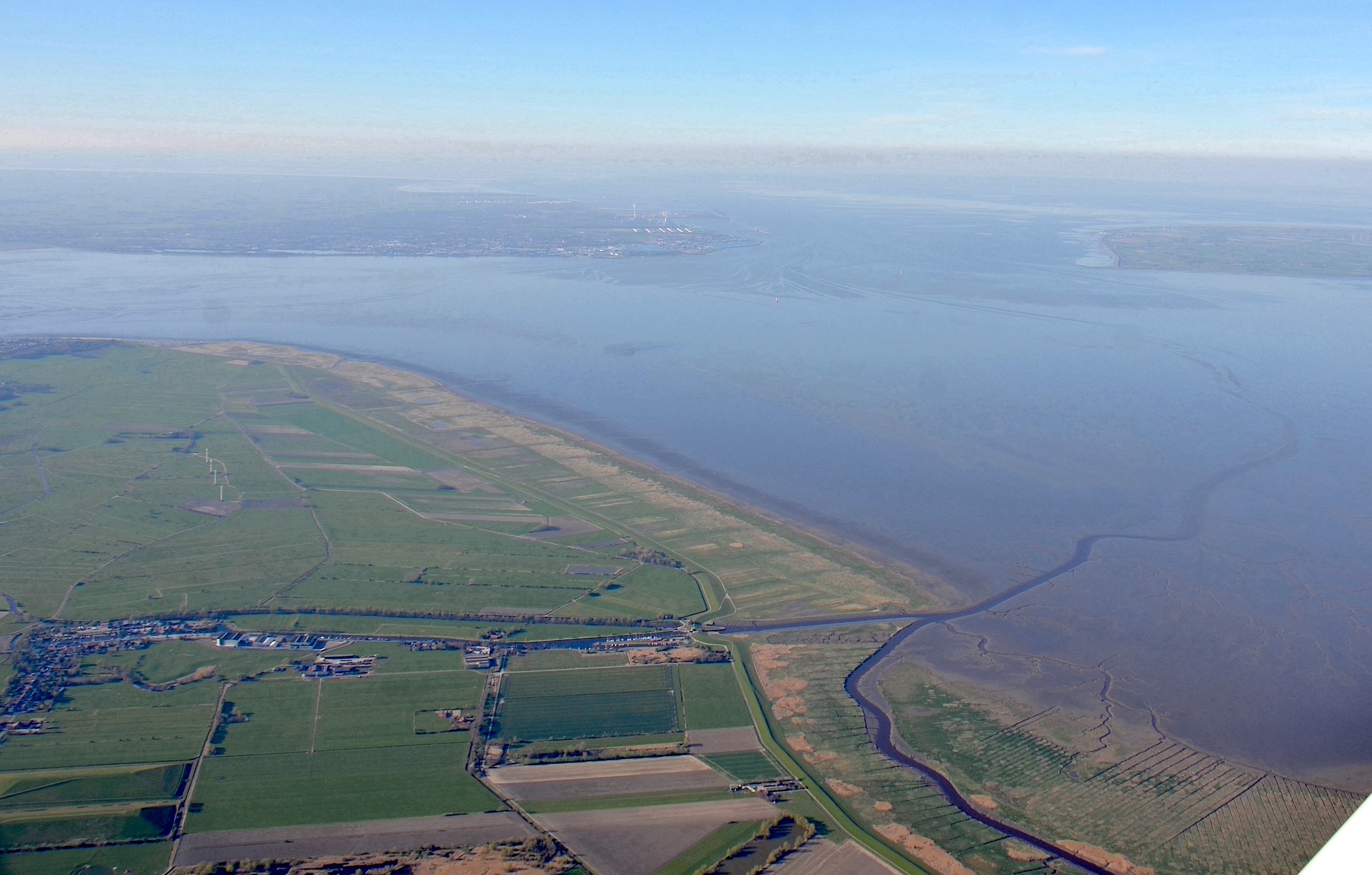
Vareler Tief, Hafen und Schleuse